# Anchusa thirkeana
Anchusa thirkeana är en strävbladig växtart som beskrevs av Gusul. Anchusa thirkeana ingår i släktet oxtungor, och familjen strävbladiga växter. Inga underarter finns listade i Catalogue of Life.